# Alicia Bruzzo
Alicia Liliana Estela Bruzzo (Buenos Aires, 29 settembre 1945 – Buenos Aires, 13 febbraio 2007) è stata un'attrice argentina di origini italiane, attiva dall'inizio degli anni settanta sino agli ultimi anni di vita e nota per i suoi ruoli in numerose telenovela e serie televisive sudamericane.
Tra le produzioni di cui fu protagonista vi furono Un extraño en nuestras vidas (1972), Mamá Linda (1979), Povera Clara (1984), Vendedoras de Lafayette (1988), Verano del '98 (2000), Doña Ana (2002). Era considerata una delle attrici argentine più popolari.

## Biografia
Ammalatasi di cancro ai polmoni (era un'accanita fumatrice), Alicia Bruzzo morì il 13 febbraio 2007 a Buenos Aires a 61 anni.

## Filmografia
- El monstruo no ha muerto – miniserie TV (1970)
- Un extraño en nuestras vidas (1970-1972)
- Nacido para odiarte – serie TV (1971)
- Alta comedia (1971)
- Me enamoré sin darme cuenta (1972)
- Paño verde (1973)
- Las venganzas de Beto Sánchez (1973)
- Los chantas (1975)
- I ragazzi della Roma violenta (1976)
- Ese nombre prohibido (1977)
- Las locas (1977)
- Propiedad horizontal - serie TV (1979)
- Mama Linda (Mamá Linda) – telenovela (1979)
- La isla (1979)
- El Rafa – serie TV (1981)
- El bromista (1981)
- La conquista del paraíso (1981)
- Sentimental (requiem para un amigo) (1981)
- Espérame mucho (1983)
- Pasajeros de una pesadilla (1984)
- Povera Clara; altro titolo: Voglia di amare (La pobre Clara) – telenovela (1984)
- Libertad condicionada – serie TV (1985)
- Vendedoras de Lafayette – serie TV (1988)
- Alta Comedia (1990-1995)
- Una sombra ya pronto serás (1994)
- De mi barrio con amor (1996)
- Verano del '98 – telenovela (2000)
- Doña Ana (2002)
- El deseo – serie TV (2004)
- La mitad negada (2005)

## Riconoscimenti
- Premio Konex
  - 1981 – Diploma al merito
  - 1991 – Premio Konex de Platino

- Premio Martín Fierro
  - 1990
  - 1992

- Premio Estrella de Mar
  - 2003
  - 2005

## Doppiatrici italiane
- Annamaria Mantovani in Mama Linda[5][6]
- Serena Spaziani in Povera Clara[7][8]